# Frédol d'Anduze (évêque du Puy)
Pour les articles homonymes, voir Frédol d'Anduze.
Frédol d'Anduze, mort le 3 octobre 1028 ou 1029, est un prélat français, évêque du Puy au XIe siècle, issu de la famille d'Anduze. 

## Biographie

### Origines
Frédol ou Fredolon appartient la famille d'Anduze. Il est le fils de Bernard Ier, dit Pelet, seigneur d'Anduze, et d'Ermengarde, sa première femme,,. Il a deux frères, Géraud/Gérald, évêque de Nîmes, et Almerad/Almérade/Almirade, qui hérite de son père,,.

### Épiscopat
Frédol est élu sur le trône épiscopal du Puy en 1016.
Il dirige l'évêché avec ardeur, selon la Charte no CDXIX (419), du Cartulaire de Saint-Pierre-le-Monastier et il est très généreux envers les Bénédictins, leur donnant notamment le moulin de Barlières et plusieurs maisons à Espaly.